# Ellen Deckwitz
Ellen Deckwitz (Deventer, 20 de maig 1982) és una poetesa, escriptora i columnista neerlandesa que escriu en neerlandès. Contribueix als diaris NRC Handelsblad, la versió en línia NRC Next i De Morgen.
El 2012 va ser va rebre el 25è Premi C. Buddingh' per al recull De steen vreest mij (La pedra em tem).

## Obres destacades
- De steen vreest mij (2012) (La pedra em tem), Premi C. Buddingh'[1][2]
- Olijven moet je leren lezen (2016), mètode per aprendre a llegir i estimar poesia, basada en les seves columnes a NRC Next.[3]